# Astropecten bispinosus
Astropecten bispinosus är en sjöstjärneart som först beskrevs av Otto 1823.  Astropecten bispinosus ingår i släktet Astropecten och familjen kamsjöstjärnor. Inga underarter finns listade i Catalogue of Life.

## Bildgalleri

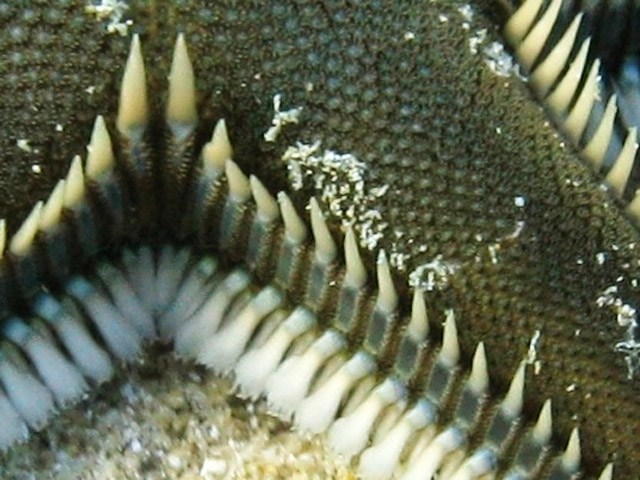
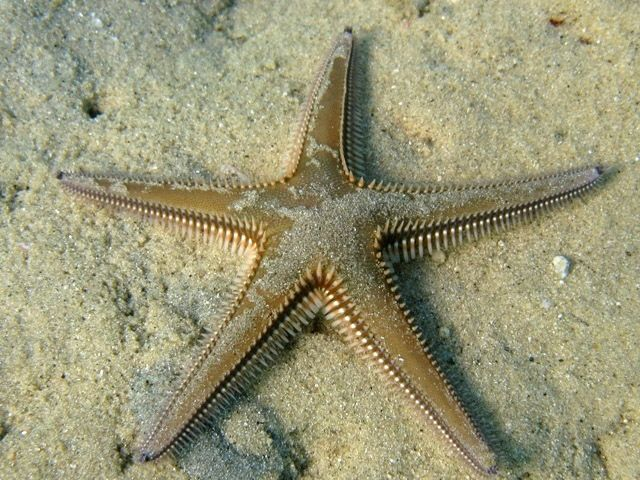